# Wasserturm Bad Liebenwerda
Der 1988 gesprengte Wasserturm auf dem Sandberg war ein Wahrzeichen der südbrandenburgischen Kurstadt Bad Liebenwerda. Die weithin sichtbare Landmarke besaß eine Höhe von 26,6 Meter und der Vorratsbehälter hatte einen nutzbaren Wasserinhalt von 150 Kubikmetern.

## Geschichte
Anfang des Zwanzigsten Jahrhunderts gab es in Liebenwerda erste Überlegungen zum Bau einer zentralen Wasserversorgung der Stadt. Erste Anregungen, die diesbezüglich am 5. November 1903 in der Stadtverordnetenversammlung erläutert wurden, stießen allerdings auf heftige Gegenwehr der Bevölkerung, da man hohe steuerliche Mehrbelastungen erwartete und die vorhandenen Hof- und Straßenpumpen für ausreichend hielt.
Unter zahlreichen Protesten begann 1907 die Bremener Firma Carl Francke mit Probebohrungen und der Projektierung des mit etwa 200.000 Mark veranschlagten Bauvorhabens, wobei 27.000 Mark auf den Wasserturm entfielen. Am 6. August erfolgte schließlich die Beschlussfassung und am 26. April 1909 am Nordring (damals Gartenstraße) der erste Spatenstich. Zunächst wurden Rohre verlegt und im Mai wurden von der Wasserwerkskommission die Standorte für das Pumpenhaus und den Wasserturm festgelegt. Bereits im November desselben Jahres konnten die ersten Grundstücke der Stadt mit Wasser versorgt werden.
Da mit der zunehmenden Einwohnerzahl die Anlage, die für etwa 5000 Personen berechnet war, nicht mehr für die Versorgung ausreichte, begann man 1952 mit einer 800.000 DM teuren Rekonstruktion und Erweiterung der Aufbereitungsanlagen und Brunnen, welche 1957 ihren Abschluss fanden. Im Jahr 1978 nahm man schließlich den Wasserturm, der inzwischen erhebliche Bauschäden aufwies, außer Betrieb.
Nachdem der Turm aufgrund herunterfallender Bauteile zu einer großen Gefahrenquelle geworden war, bemühte man sich Anfang der 1980er Jahre, das historische Bauwerk einer neuen Nutzung zuzuführen und der Rat der Stadt ließ ein Gutachten über seinen Bauzustand erstellen. Der Bausachverständige Dr. Ing. Pursche hielt in diesem Zusammenhang einen Abriss nicht für erforderlich. Das Schriftstück enthielt neben zahlreichen Berechnungen auch Anregungen zur Nachnutzung der Anlage, deren Umsetzung allerdings mit konstruktiven Änderungen und umfangreichen Sanierungsmaßnahmen verbunden gewesen wären. Letztlich verzichtete die Stadt aber auf die Übernahme des Turmes und stimmte, nachdem am 12. Mai 1987 der Wasserturm durch die Staatliche Bauaufsicht als Ruine eingestuft wurde, einem Abriss zu.
Unter heftigen Protesten der Bevölkerung wurde der Wasserturm schließlich am 4. April 1988 gegen 13:00 Uhr gesprengt.